# 鄭顯祖
郑显祖（정현조，1440年—1504年），字孝仲（효중 ），爵河城尉（하성위 ），本貫河东郑氏，朝鮮王朝的文臣和駙馬都尉。谥号褊玎（편정 ）。鄭麟趾之次子。第7代國王世祖李瑈之女懿淑公主的夫君。